# Open Parc Auvergne-Rhône-Alpes Lyon 2018
L'Open Parc Auvergne-Rhône-Alpes Lyon 2018 è stato un torneo di tennis giocato sulla terra rossa nella categoria ATP Tour 250 nell'ambito dell'ATP World Tour 2018. È stata la seconda edizione del torneo. Si è giocato al Parc de la Tête d'Or Vélodrome Georges Préveral di Lione, in Francia, dal 20 al 26 maggio 2018.

## Partecipanti

### Teste di serie
| Nazionalità   | Giocatore        | Ranking* | Testa di serie |
| ------------- | ---------------- | -------- | -------------- |
| Austria       | Dominic Thiem    | 8        | 1              |
| Stati Uniti   | John Isner       | 10       | 2              |
| Stati Uniti   | Jack Sock        | 15       | 3              |
| Corea del Sud | Chung Hyeon      | 20       | 4              |
| Francia       | Adrian Mannarino | 27       | 5              |
| Francia       | Gaël Monfils     | 38       | 6              |
| Portogallo    | João Sousa       | 48       | 7              |
| Australia     | John Millman     | 58       | 8              |

* Ranking al 14 maggio 2018.

### Altri partecipanti
I seguenti giocatori hanno ricevuto una wild card per il tabellone principale:
- Grégoire Barrère
- Adrian Mannarino
- Corentin Moutet

I seguenti giocatori sono entrati nel tabellone principale passando dalle qualificazioni:

- Laslo Đere
- José Hernández-Fernández
- Filip Horanský
- Jordi Samper-Montaña

I seguenti giocatori sono entrati in tabellone come lucky loser:
- Federico Coria
- Joris De Loore

### Ritiri
Prima del torneo
- Chung Hyeon → rimpiazzato da  Joris De Loore
- Karen Chačanov → rimpiazzato da  Cameron Norrie
- Leonardo Mayer → rimpiazzato da  Michail Kukuškin
- Daniil Medvedev → rimpiazzato da  Dušan Lajović
- Viktor Troicki → rimpiazzato da  Calvin Hemery
- Jo-Wilfried Tsonga → rimpiazzato da  Federico Coria

## Campioni

### Singolare
Dominic Thiem ha battuto in finale  Gilles Simon con il punteggio di 3-6, 7–6(2), 6-1.
- È il decimo titolo in carriera per Thiem, il secondo della stagione.

### Doppio
Nick Kyrgios /  Jack Sock hanno battuto in finale  Roman Jebavý /  Matwé Middelkoop con il punteggio di 7-5, 2-6, [11-9].